# Rosmarie Zapfl-Helbling
Rosmarie Zapfl-Helbling (* 16. Juni 1939 in Rapperswil-Jona) ist eine Schweizer CVP-Politikerin.

## Leben
Rosmarie Zapfl war von 1978 bis 1990 Stadträtin der Stadt Dübendorf. Von den Wahlen 1995 bis 2006 war sie Schweizer Nationalrätin. Von 1994 bis 2001 war sie Vize-Präsidentin der CVP Schweiz, seit 2002 ist sie Präsidentin der CVP International. Sie ist oder war Vorstandsmitglied verschiedener Vereine und Stiftungen, so etwa Präsidentin des Schweizerischen Frauendachverbandes Alliance F (2006–2014). Zapfl-Helbling war 2006 Vizepräsidentin der Schweizer Delegation beim Europarat.
Sie hatte Damenschneiderin gelernt und erwarb auch eine kaufmännische Ausbildung. In dieser Funktion war sie für die Administration des Malergeschäftes zuständig, das sie zusammen mit ihrem Mann während vieler Jahre führte. Sie war im grossen Gemeinderat, im Stadtrat und in der Kirchenpflege von Dübendorf, bis sie ab 1990 auf kantonaler und dann auf nationaler und internationaler Ebene politisch aktiv wurde. In die Frauenbundsbewegung trat sie 1970 ein.
Zapfl-Helbling ist verheiratet und hat drei Kinder, sieben Enkel und acht Urenkel. Sie lebt in Rüti im Zürcher Oberland.